# Одиссея 5
«Одиссея 5» (англ. «Odyssey 5») — канадский научно-фантастический телесериал, вышедший на экраны в 2002 году в телесети Showtime в США и на телеканале Space в Канаде.
Первоначально в США было выпущено 13 из 20 серий, а оставшиеся 7 серий не показывали примерно в течение полугода. Они вышли на Showtime как «отсутствовавшие» эпизоды, якобы включённые в окончание сериала. Сериал вышел полностью 20 сериями в Великобритании на телеканалах Sky1 и Sci Fi и в Канаде. В 2004 году сериал вышел в эфир в Финляндии на телеканале Nelonen и, следовательно, мог быть просмотрен также в Эстонии, а в июне 2004 состоялась премьера в Германии на канале Sat.1. В 2005 году после полуночи сериал выходил на канале NET 5 в Нидерландах. Кроме этого, «Одиссея 5» выпускался в эфир телестанцией RTL Klub в Венгрии, с декабря 2006 на канале Sci Fi в Австралии и на канале TV6 в 2008 году в Литве.
Позднее сериал выходил в эфир на канале Cadena 3 (28-й канал в Мексике), канале Sci Fi в США, кабельной телесети SIC Radical в Португалии, телесети Mega Channel в Греции, TV3 в Эстонии, Extreme TV в Испании и AXN Sci-Fi в Румынии, Польше и Болгарии.
«Одиссея 5» является детищем сценариста и режиссёра Manny Coto, который написал сценарий и продюсировал сериал. Посредством веб-сайта и в интервью Котто выразил заинтересованность в доработке сериала с какой-либо точки, продолжив его, либо дав сюжету логическое завершение.
Сериал был снят в Торонто, Онтарио, Канада.

## Сюжет
Выполняя орбитальную миссию, пятеро членов экипажа космического челнока «Одиссея 5» становятся свидетелями уничтожения Земли — планета гибнет в яркой вспышке энергии и облаке рассеивающегося газа. Людей, потерявших сознание из-за отсутствия кислорода, спасает инопланетное существо, называющее себя Искателем, — оно объясняет им, что разыгравшаяся трагедия — очередная в серии аналогичных событий, уничтожающих цивилизации изнутри. Искатель отправляет астронавтов в прошлое, чтобы они выяснили обстоятельства и предотвратили катастрофу.
У командира, Чака, есть одна зацепка — название «Левиафан», полученное им с секретного орбитального спутника во время передачи туда в момент взрыва. Так называется проект НАСА по созданию колоний саморазвивающихся организмов. А команда вернувшихся обнаруживает ещё одну странность — некоторое количество жителей города, лечившихся генной терапией, становятся подверженными зомбированию и выполняют чью-то волю, претворяя в жизнь планы их «хозяина».

## Актёрский состав
- Питер Уэллер — Чак Таггарт, командир экипажа
- Кристофер Горэм — Нил Таггарт, бортинженер
- Лесли Силва — Сара Форбс, репортёр
- Себастьян Роше — Курт Мендел, специалист
- Тамара Крейк Томас — Анжела Перри, второй пилот

## Серии
| Название                      | Премьера         | №  |
| ----------------------------- | ---------------- | -- |
| Pilot                         | 21 июня 2002     | 1  |
| Shatterer                     | 28 июня 2002     | 2  |
| Astronaut Dreams              | 5 июля 2002      | 3  |
| Time Out of Mind              | 12 июля 2002     | 4  |
| Symbiosis                     | 19 июля 2002     | 5  |
| The Choices We Make           | 26 июля 2002     | 6  |
| Rapture                       | 2 августа 2002   | 7  |
| L.D.U. 7                      | 9 августа 2002   | 8  |
| Flux                          | 16 августа 2002  | 9  |
| Kitten                        | 23 августа 2002  | 10 |
| Dark at the End of the Tunnel | 30 августа 2002  | 11 |
| Trouble with Harry            | 6 сентября 2002  | 12 |
| Skin                          | 13 сентября 2002 | 13 |
| Begotten                      | 15 января 2003   | 14 |
| Vanishing Point               | 22 января 2003   | 15 |
| Follow the Leader             | 29 января 2003   | 16 |
| Half-Life                     | 5 февраля 2003   | 17 |
| Rage                          | 20 февраля 2003  | 18 |
| Fossil                        | 27 февраля 2003  | 19 |
| ...                           | 5 марта 2003     | 20 |